# اسماعیل رحیمی لاریجانی
اسماعیل رحیمی لاریجانی سیاست‌مدار ایرانی بود، که در دوره بیست و چهارم مجلس شورای ملی به عنوان نماینده ورامین از استان تهران در مجلس شورای ملی حضور داشت.